# Gliese 1061 d
Gliese 1061 d è un pianeta extrasolare in orbita attorno alla stella Gliese 1061, una nana rossa distante 12 anni luce dal sistema solare. È stato scoperto nel 2019 assieme ad altri due pianeti con il metodo della velocità radiale, attraverso lo strumento HARPS dell'ESO. Il pianeta è una super Terra e si trova nella zona abitabile della sua stella; secondo il Planetary Habitability Laboratory dell'Università di Porto Rico ad Arecibo, il suo indice di similarità terrestre è di 0,80.

## Caratteristiche
Non essendo stato osservato un transito, del pianeta è nota solo la massa minima, che risulta essere del 57% superiore a quella terrestre; dovrebbe quindi trattarsi di un pianeta roccioso con superficie solida.
Orbita in 12,43 giorni ad appena 0,052 UA dalla stella, ossia a 7,8 milioni di chilometri, tuttavia data la bassa luminosità di Gliese 1061, che è un millesimo di quella del Sole, riceve il 57% della radiazione che riceve la Terra dal Sole. La sua temperatura di equilibrio è stata stimata essere di circa 221 K, oltre 30 gradi in meno della temperatura di equilibrio della Terra (255 K).
Nonostante un ESI minore rispetto a Gliese 1061 c, il gruppo di ricerca che ha scoperto i pianeti ritiene che dei tre pianeti del sistema Gliese 1061 d sia quello con maggiori probabilità di avere acqua liquida in superficie. Il pianeta c infatti potrebbe risultare troppo caldo, mentre d potrebbe avere una consistente atmosfera in grado di innalzare la temperatura tramite l'effetto serra, poco al di sopra del punto di fusione dell'acqua (0 °C).